# Nacho (cantante)
Miguel Ignacio Mendoza Donatti (Lechería, Anzoátegui, 22 de agosto de 1983) más conocido como Nacho, es un cantante, compositor y activista venezolano. También es conocido por formar parte del dúo Chino & Nacho.

## Biografía
Nacho nació en el estado Anzoátegui, Venezuela, en la ciudad de Lechería, aunque fue criado en Santa Rita, estado Zulia. Estudió en la U.E.P María Auxiliadora, ubicada en Santa Rita y estudió Comunicación Social, dos años de Derecho y de Ingeniería electrónica. Antes de debutar como parte del dueto Chino & Nacho, formó parte del grupo Calle Ciega.
En febrero de 2019 en Cúcuta, Norte de Santander, Colombia cerca a la frontera con Venezuela, antes de participar en el festival Venezuela Aid Live recibió la nacionalidad Colombiana de manos del presidente Iván Duque.

### Chino & Nacho
El dúo que se formó en el año 2007, a lo largo de su carrera, lanzaron cuatro álbumes de estudio: Época de reyes (2008), Mi niña bonita (2010), Supremo (2011) y Radio universo (2015), y temas como «Mi niñaecía: «Aquí comenzó todo, aquí terminó todo y aquí comienza todo de nuevo».
El 22 de febrero de 2019 en el festival Venezuela Aid Live, Chyno se reencontró con Nacho para interpretar juntos el tema «Mi niña bonita».
En 2020 anuncian el regreso del dúo y estrenan el sencillo «Raro».
En 2021 “Chyno y Nacho Is Back”, un álbum que marcó su reencuentro con Jesús “Chyno” Miranda.

### Como solista
En marzo de 2017, Chino & Nacho anunciaron que se tomaría un descanso como dúo. Nacho confesó que el deseo de pasar más tiempo con su familia fue la razón principal de la decisión. "Llegábamos a hacer más de 160 fechas anuales y llegó un punto donde empecé a regular esos viajes para que fueran menor a 15 días, porque sentía que estaba abandonando a mis hijos, a mi esposa".
Firmó un contrato con la disquera Universal Music, para continuar su carrera como solista. Además, firmó un acuerdo como ejecutivo de la música, para ayudar en la búsqueda de nuevos talentos y brindarles la oportunidad de que se den a conocer. El 14 de abril de 2017, se hizo público el video musical de su primer sencillo como solista, titulado «Báilame», siendo certificado de oro en Estados Unidos. El 16 de noviembre ganó un Latin Grammy por el álbum Babies, de Marc Anthony, el cual fue producido para los niños y niñas.
El 2 de febrero de 2018, lanzó el sencillo «No te vas». El video musical del tema fue dirigido por el venezolano Nuno Gómez, también en 2018 grabó junto a Miguelito Díaz, el tema de este autor de música folclórica, llamado "Cuatro Favores", que representa su primera incursión en el joropo.
En 2019 lanzó su primer disco como solista, “UNO”,  y una serie de colaboraciones con diferentes artistas.
En 2020 lanzó el EP De vuelta a casa, en el 2021 el EP Historias del Caribe.
En 2022 ha lanzado los álbumes Nacho sinfónico y Nacho Folklórico. El primero acompañado de 40 músicos clásicos venezolanos pertenecientes a orquestas sinfónicas de Venezuela, Latinoamérica y Estados Unidos. En el segundo canta joropo como homenaje al folclor Colombo Venezolano de la región de los llanos que comparten los dos países.
También tiene planeado lanzar el álbum Como antes que marca el retorno a los temas de amor y desamor cantados en el estilo “urbano tropical.
Desde 2023, se ha relacionado con cantantes de música cristiana como Alex Zurdo, Gilberto Daza, Redimi2, con quienes en 2024 colaboró grabando canciones inéditas con contenido alusivo a la fe cristiana, como "Amén" y "Alabaré." En el año 2025, publicaría su primera producción completa con contenido cristiano, titulado Sobre La Roca, con colaboraciones de Manny Montes, Funky, Jay Kalyl, y otros cantantes de música cristiana.

## Activismo
Nacho se declaró públicamente opositor del régimen del presidente de Venezuela, Nicolás Maduro. En su intervención llevada a cabo en la Asamblea Nacional de Venezuela, criticó a los funcionarios que hablan de socialismo cuando tienen aviones privados, pent-houses en Miami, relojes de más de 20 000 dólares, escoltas, camionetas lujosas del año y sus hijos estudiando en Europa. "Eso no me lo han contado, yo he compartido con ellos, ellos saben quiénes son, los he visto con zapatos de 1.500 dólares. Yo tengo zapatos de 1.500 dólares, lo que pasa es que yo me los gané cantando", dijo Nacho en la Asamblea Nacional. Aseguró también que el presidente Nicolás Maduro es el responsable de llevar al país a la peor crisis económica y social de la historia moderna de Venezuela.
El 20 de febrero de 2016, Nacho tenía un viaje desde Maiquetía, con destino a Miami, pero su pasaporte fue anulado por el Servicio Administrativo de Identificación, Migración y Extranjería (SAIME). Numerosos artistas se solidarizaron con Nacho a raíz de este problema, entre ellos, Daddy Yankee, Nicky Jam, Gloria Estefan, Farruko, Tito "El Bambino", Chiquinquirá Delgado, entre otros.
Nacho, Franco De Vita y Víctor Muñoz, unieron sus voces para interpretar el tema titulado «Valiente», dedicado a Venezuela.
El 10 de abril de 2017, Nacho participó en las protestas en Venezuela. "Venía caminando y me lanzaron bombas lacrimógenas. Si la gente está reclamando sus derechos, tiene que hacerlo en paz. No venimos a destruir el país, que el gobierno ya ha destruido bastante, cualquier lucha que uno va a emprender tiene que hacerlo es con amor". Allí también hizo declaraciones, donde afirmó que Roque Valero y otros artistas venezolanos se benefician con dólares del gobierno de Nicolás Maduro. Momento después, Roque Valero a través de la red social Twitter, aseguró ejercer acciones legales en contra de Nacho por dichas acusaciones. Nacho le respondió "Me pones las esposas tú pa' darte tu coscorrón cuando te acerques. Por gafo".
Nacho hizo fuertes señalamientos contra Nicolás Maduro, ante los hechos registrados en las protestas opositoras. "Mientras Venezuela está triste, en guerra, de luto, tenemos un presidente que a través de su señal nacional está bailando, disfrutando, burlándose, pisando la memoria de estos muchachos valientes, importándole un pito el dolor de estas familias. Te denuncio Maduro, como genocida, asesino. Además tienes al lado a la criminal de Tibisay Lucena, que dice 'amén' a todo lo que tú dices. Acepta la voluntad del pueblo, no seas tan indolente", dijo en un video publicado en sus redes sociales.
En 2019 fue uno de los artistas que participó en el concierto Venezuela Aid Live realizado en Cúcuta, Colombia, muy cerca a la frontera con Venezuela, en donde artistas de Venezuela, Colombia y otras partes del mundo protestaron por la situación de Venezuela y pedían por la libertad del país.

## Vida personal
El 30 de noviembre de 2004, nació su primer hijo; Diego Ignacio, fruto de su relación con la también anzoátiguense, Yoelmys Mercedes Rivero Soto (1984).
En 2010, inició una relación con Inger Pérez Devera (1979); quien era bailarina del dúo Chino & Nacho y con quien el 4 de abril de 2011, tuvo a su segundo hijo; Miguel Ignacio. El 14 de diciembre de 2012, nació su tercer hijo; Santiago Miguel. El 3 de mayo de 2013, durante la transmisión en vivo de la celebración del décimo sexto aniversario de Despierta América; le pidió matrimonio a Pérez, en Walt Disney World Resort. El 25 de diciembre de ese año, durante el trigésimo cuarto cumpleaños de Pérez Devera; se casaron en Mapire y en agosto de 2014, durante su trigésimo primer cumpleaños; celebraron una segunda ceremonia matrimonial, en Miami. El 27 de junio de 2016, le dio la bienvenida a su cuarto hijo; Matías Miguel y tercero de la pareja. El 19 de octubre de 2019, anunció su separación.
El 21 de junio de 2020, reveló que esperaba su primera hija; junto a la modelo y Miss Delta Amacuro 2015, quien también es oriunda de Lechería (Venezuela); Melany Carolina Mille Rojas (1989). El 8 de julio de ese año, nació Mya Michelle; en la Isla de Margarita, Venezuela.El 23 de diciembre de 2022, dio a conocer que se habían comprometido en matrimonio; el 11 de diciembre, durante el trigésimo tercer cumpleaños de Mille; en Miami. El 18 de junio de 2023, anunciaron que esperaban su segunda hija en común. El 9 de enero de 2024, nació Melina en Maracay y el 19 de diciembre de ese año, se casaron en Homestead (Florida).

## Discografía
Álbumes y EP de estudio
| Año  | Título del Álbum     |
| ---- | -------------------- |
| 2018 | La criatura          |
| 2019 | UNO                  |
| 2020 | De vuelta a casa     |
| 2021 | Historias del Caribe |
| 2022 | Nacho Sinfónico      |
| 2022 | Folklórico           |
| 2024 | Esencia              |
| 2025 | Sobre la roca        |

Álbumes y EP colaborativos
| Año  | Título del Álbum                          |
| ---- | ----------------------------------------- |
| 2021 | Chino & Nacho is Back (con Chino Miranda) |
| 2025 | - (con Manny Montes y Marky)              |

## Televisión
| Año  | Edición                  | Rol        | Cadena             | Finalista      | Posición |
| ---- | ------------------------ | ---------- | ------------------ | -------------- | -------- |
| 2021 | La Voz Dominicana 1      | Entrenador | Telesistema 11     | Chrushman Saul | Segundo  |
| 2022 | La voz Kids (Colombia)   | Entrenador | Caracol Televisión | Sky Cuellar    | Tercero  |
| 2022 | La Voz Senior (Colombia) | Entrenador | Caracol Televisión | Gloria Elena   | Tercero  |

Entrenador de La Voz Kids (Colombia)

## Premios y nominaciones

### Premios Nuestra Tierra
| Año  | Trabajo Nominado        | Categoría              | Resultado |
| ---- | ----------------------- | ---------------------- | --------- |
| 2020 | Destino (feat. Greeicy) | Canción urbana del Año | Nominado  |
| 2020 | Destino (feat. Greeicy) | Mejor vídeo del año    | Nominado  |
| 2020 | Destino (feat. Greeicy) | Canción del público    | Nominado  |